# Szörnyen boldog család
A Szörnyen boldog család (eredeti cím: Monster Family) 2017-ben bemutatott brit–német 3D-s számítógépes animációs filmvígjáték, melynek rendezője és producere Holger Tappe. A forgatókönyvet David Safier és Catharina Junk írta, Safier azonos című könyvéből.
Németországban 2017. augusztus 24-én, Magyarországon 2017. november 2-án mutatták be a mozikban. Az új magyar változatot 2018. október 3-án az HBO csatornán sugározták.

## Cselekmény
A Wishbone család tagjait egy boszorkány szörnyalakokká változtatja át, a családtagok ezért mindent megtesznek, hogy megtörjék az átkot.

## Szereplők
| Szereplő       | Eredeti hang          | Magyar hang                               | Magyar hang                    |
| Szereplő       | Eredeti hang          | 1. magyar változat (Big Bang Media, 2017) | 2. magyar változat (HBO, 2018) |
| -------------- | --------------------- | ----------------------------------------- | ------------------------------ |
| Emma Wishbone  | Emily Watson          | Györgyi Anna                              | Ruttkay Laura                  |
| Drakula gróf   | Jason Isaacs          | Epres Attila                              | Epres Attila                   |
| Frank Wishbone | Nick Frost            | Kerekes József                            | Holl Nándor                    |
| Fay Wishbone   | Jessica Brown Findlay | Nemes Takách Kata                         | Czető Zsanett                  |
| Max Wishbone   | Ethan Rouse           | Kadosa Patrik                             | Nagy Gereben                   |
| Cheyenne       | Celia Imrie           | Kovács Nóra                               | Farkasinszky Edit              |
| Baba Yaga      | Catherine Tate        | Náray Erika                               | Kiss Erika                     |
| Renfield       | Ewan Bailey           | Scherer Péter                             | Forgács Gábor                  |
| Head Model     | Emma Tate             | Spilák Klára                              | Tímár Éva                      |
| Sheila         | Jessica McDonald      | Csifó Dorina                              | N/A                            |
| Jaydon         | Issac Rouse           | Hamvas Dániel                             | Gacsal Ádám                    |
| Imhotep        | Daniel Ben Zenou      | Horváth Illés                             | Szabó Máté                     |
| Bull           | Sidney Dorn           | Berkes Bence                              | Baráth István                  |